# Макогон Руслан Миколайович
Руслан Миколайович Макогон — капітан Збройних сил України, учасник російсько-української війни, що відзначився під час російського вторгнення в Україну в 2022 році.

## Життєпис
Руслан Макогон народився 1995 року в селищі Віньківці на Хмельниччині. Після закінчення загальноосвітньої школи Руслан Макогон навчався в Національної академії сухопутних військ імені гетьмана Петра Сагайдачного, потім брав участь у бойових діях в АТО та ООС на сході України. Старший лейтенант Руслан Макогон обіймав посаду командира саперної роти 58 окремої мотопіхотної бригади. На фронті 26 січня 2021 року отримав важке мінно-вибухове поранення. Спочатку перебував на лікуванні в Харківському військово-медичному клінічному центрі Північного регіону. Тут він переніс дві операції. Коли лікувався з березня 2021 року в Київському госпіталі довелось зробити ампутацію обидвох нижніх ніг нижче колін. Майже рік, з квітня 2021-го по січень 2022 року перебував на реабілітації в Ірпінському Військово-медичному клінічному лікувально-реабілітаційному центрі. Кукси його ніг стабілізувалися і Руслан Макогон отримав постійні модулі обох стоп. Відразу після поранення він ухвалив рішення продовжити військову службу. Вже капітан Руслан Макогон повернувся на початку лютого 2022 року на свою посаду — командира інженерно-саперної роти
.

## Нагороди
- орден Данила Галицького (2022) — за особисту мужність і самовіддані дії, виявлені у захисті державного суверенітету та територіальної цілісності України, вірність військовій присязі[6].